# Matteo Miceli
Matteo Miceli (Roma, 15 dicembre 1970) è un velista italiano.

## Biografia
Nel 2005, affronta con Andrea Gancia un'impresa che lo fa emergere tra i velisti moderni: con Biondina Nera, un catamarano non abitabile di 20 piedi da lui costruito, compie la traversata atlantica da Dakar a Guadalupe facendo registrare il record mondiale in 13 giorni, 13 ore, 58 minuti, 27 secondi.
Nel 2007, sempre con Biondina Nera ottiene un nuovo record di traversata, ma questa volta in solitaria: dalle Canarie alla Guadalupa in 14 giorni, 17 ore e 52 minuti. L'impresa gli vale il titolo di “Velista dell'anno 2007”
Dopo una lunga preparazione con una costante assistenza da parte di un'equipe di tecnici e meteorologi, il 19 Ottobre 2014 parte da Riva di Traiano per la Roma Ocean World, una regata in cui per la prima volta con un Class40 viene affrontato il giro del mondo da Roma a Roma in solitaria senza assistenza ed in completa autosufficienza energetica. Un'avventura che vede come co-protagonista Eco40, una barca auto-costruita di nuovissima generazione “eco-sostenibile” ad impatto "zero": a bordo solo pannelli solari, generatori eolici ed idroturbine in grado di alimentare tutti i servizi di bordo senza ricorrere a combustibili fossili. Ad oggi Eco 40 è attualmente l’unica imbarcazione a vela progettata per una totale autosufficienza in navigazione.
Matteo Miceli supera i tre mitici Capi per i velisti:
- 12 dicembre 2014: Capo di Buona Speranza (Africa)
- 5 gennaio 2015: Capo Leeuwin (Australia)
- 16 febbraio 2015: Capo Horn (Sud America) detto il “Capo dei Capi” (risultando il 6° Cape Hornier Italiano di tutti i tempi)

Al 145º giorno di navigazione dopo aver da poco superato l'Equatore (completando la circumnavigazione del globo) e si accingeva a puntare verso Gibilterra per il rientro a Riva di Traiano, la perdita della chiglia, con conseguente rovesciamento della barca ha provocato l'interruzione dell'impresa.
Ma anche se l'obiettivo sportivo non è stato raggiunto (per l'omologazione di un giro del mondo occorre che punto di partenza e di arrivo coincidano) circumnavigando il mondo in condizioni estreme percorrendo circa 25 000 miglia (la distanza più lunga mai percorsa in solitaria e senza assistenza da un Class40) Miceli ha dimostrato che, puntando sull’energia alternativa, è possibile che la tecnologia avanzata operi al servizio del rispetto dell'ambiente.

## Record mondiali
2005: Il WSSRC (World Speed Sailing Record Council) omologa il record mondiale di traversata Atlantica Dakar - Guadalupe in doppio (con Andrea Gancia) su catamarano sportivo di 20 piedi non abitabile (13 giorni, 13 ore, 58 minuti, 27 secondi)
2007: Il WSSRC omologa il record mondiale di traversata atlantica Canaria – Guadalupe in solitario su catamarano sportivo di 20 piedi non abitabile (14 giorni, 17 ore e 52 minuti)

### Pubblicazioni
- 2008:  “L’oceano a mani nude” di Matteo Miceli e Jan-luc Giorda – Ed. Nutrimenti
- 2018:  "Tre capi non bastano" di Matteo Miceli - Il Cigno GG Edizioni Roma